# Francesco Gabbani
Francesco Gabbani (* 9. září 1982 Carrara) je italský zpěvák a hudebník. Do povědomí se veřejnosti dostal v roce 2016, kdy ovládl v kategorii nováčků festival Sanremo. Ten vyhrál i v hlavní kategorii o rok později, díky čemuž se kvalifikoval do soutěže Eurovision Song Contest 2017, kde skončil šestý.

## Život a kariéra

### 2011–2014: Začátky a první album
Gabbani je od dětství spjat se světem hudby, jelikož jeho rodina vlastnila jediný obchod s hudebními nástroji ve městě. Jeho prvním nástrojem byly bicí, brzy ale zatoužil po hraní na nějaký harmonický nástroj a začal hrát na kytaru. V tomto období také zkusil sám napsat svou první píseň. Z dalších nástrojů umí hrát na klavír a basovou kytaru.
Své první singly „Estate“ a „Maledetto amore“ vydal v roce 2011. O dva roky později vydal písně „I dischi non-si suonano“ a „Clandestino“, které byly součástí jeho připravovaného debutového alba „Greitist Iz“. Samotné album bylo představeno 27. května 2014. V žebříčku italské organizace Federazione Industria Musicale Italiana se dostalo nejvýše na 59. příčku.

### 2015–2016: Sanremo a druhé album
V roce 2015 podepsal smlouvu s BMG Rights Management. V následujícím roce se rozhodl zúčastnit festivalu Sanremo s písní „Amen“. Festival v kategorii nováčků nakonec ovládl, později získal také Mia Martini Critics Award. Samotná píseň, poprvé představená 27. listopadu 2015, se stala součástí Gabbaniho druhého alba „Eternamente ora“, které bylo vydáno 12. února 2016. „Amen“ se v žebříčku FIMA dostal nejvýše na 14. příčku, album dosáhlo na 18. pozici. 6. května 2016 byla z alba vydána píseň „Eternamente ora“ a jako třetí a finální „In equilibrio“ 12. září 2016. V roce 2016 Gabbani také složil hudbu pro italský komediální film Poveri ma ricchi, který režíroval Fausto Brizzi. Z tohoto filmu pochází píseň „Foglie al gelo“, kterou vydal v prosinci 2016.

### 2017–2018: Eurovize a třetí album

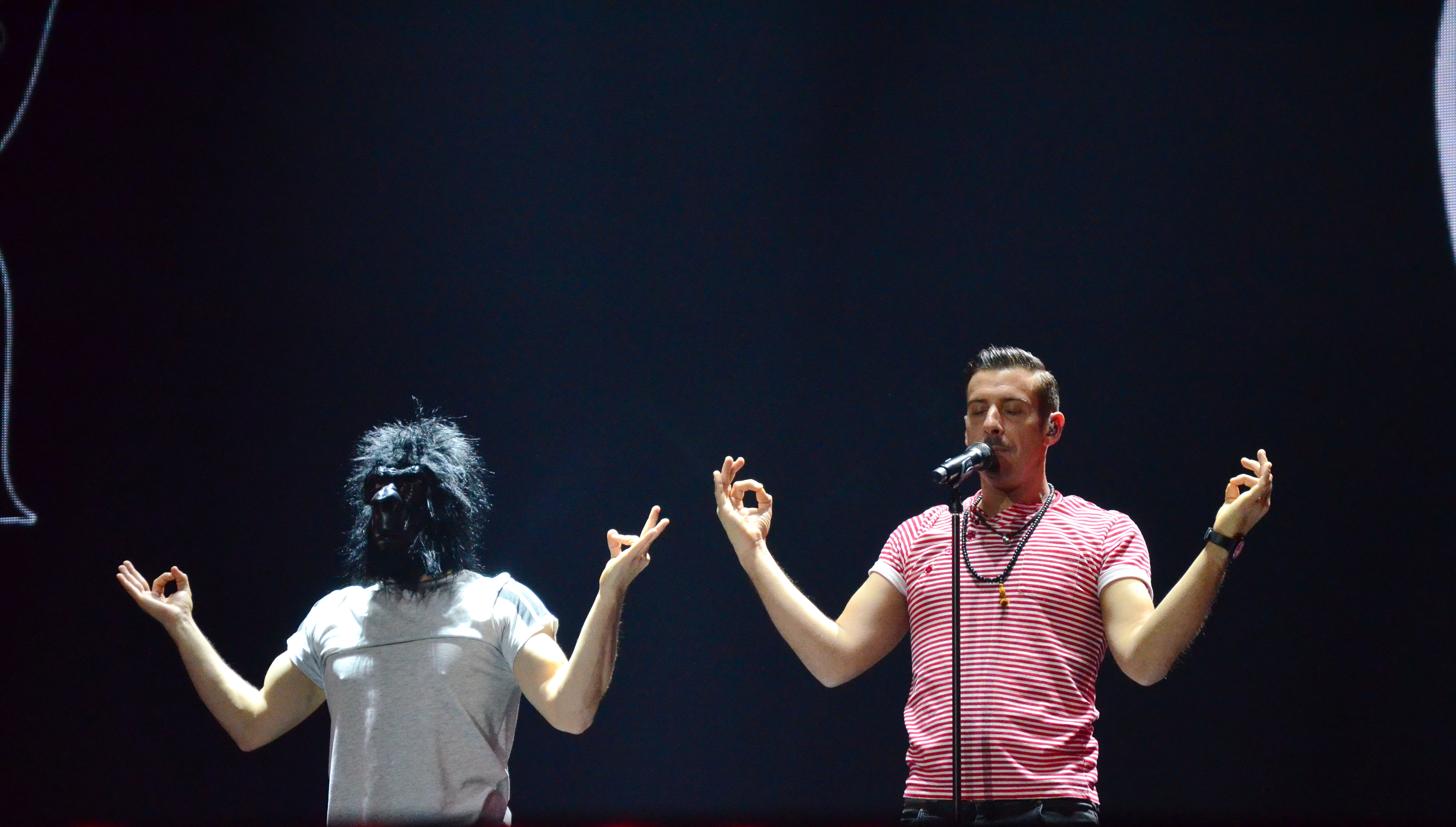
Eurovision Song Contest 2017

V roce 2017 se Gabbani vrátil na Festival Sanremo, tentokrát ale soutěžil už v hlavní kategorii. I v tomto roce dokázal vyhrát, tentokrát s písní „Occidentali's Karma“. Stal se tak prvním umělcem, který dokázal vyhrát v obou kategoriích ve dvou po sobě jdoucích letech. Jako vítěz festivalu získal nárok reprezentovat Itálii na soutěži Eurovision Song Contest, tuto nabídku Gabbani akceptoval. Jelikož je Itálie státem tzv. Velké pětky, kvalifikoval se do ročníku 2017 s písní „Occidentali's Karma“ přímo do finále konaného 13. května 2017. Před zahájením soutěže byl považován za velkého favorita na vítězství, nakonec ale skončil až šestý s 334 body.
Třetí umělcovo album „Magellano“ vyšlo 28. dubna 2017. Aby toto album podpořil, vydal se na turné po Itálii, které pořádal od 19. června do 9. září 2017. Album se dostalo na první příčku žebříčku FIMA.

### 2019–současnost: Viceversa
4. května 2019 vydal Gabbani píseň „È un'altra cosa“, první singl z jeho čtvrtého alba „Viceversa“. Festivalu Sanremo se zúčastnil se stejnojmennou písní a skončil na druhém místě. Píseň skončila nejlépe druhá i v žebříčku FIMA.

## Diskografie

### Alba
- 2013 – Greitist Iz
- 2016 – Eternamente Ora
- 2017 – Magellano
- 2020 – Viceversa
- 2022 – Volevamo solo essere felici
- 2025 – Dalla tua parte

### Singly
- 2011: „Italia 21“
- 2011: „Un anno in più“
- 2011: „Estate“
- 2011: „Maledetto amore“
- 2012: „Svalutation“
- 2014: „I dischi non si suonano“
- 2016: „Amen“
- 2016: „Eternamente ora“
- 2016: „In equilibrio“
- 2016: „Foglie al gelo“
- 2017: „Occidentali's Karma“
- 2017: „Tra le granite E le granate“
- 2017: „Pachidermi e pappagalli“
- 2017: „La mia versione dei ricordi“
- 2019: „È un'altra cosa“
- 2020: „Viceversa“
- 2020: „Il sudore ci appiccica“
- 2020: „Einstein (E=mc²)“
- 2021: „La rete“
- 2021: „Spazio tempo“
- 2022: „Volevamo solo essere felici“
- 2022: „Peace & Love“
- 2022: „Natale tanto vale“
- 2023: „L'abitudine“
- 2024: „Frutta malinconia“
- 2025: „Viva la vita“